# 牧之原市立相良小学校
牧之原市立相良小学校（まきのはらしりつ さがらしょうがっこう）は、静岡県牧之原市波津1642にある公立小学校。

## 沿革
- 1874年（明治7年）1月1日 - 相良学校の設置[1]。
- 1947年（昭和22年）4月1日 - 校名が相良町立相良小学校になる。
- 1977年（昭和52年）
  - 1月8日 - 校章制定。
  - 3月18日 - 校旗制定。
  - 11月22日 - 校歌制定。（作詞：谷川俊太郎、作曲：黛敏郎[2]）
- 2017年（平成29年）4月1日 - 牧之原市立片浜小学校と統合。

## 通学区域
- 相良、福岡、波津、波津1 - 3丁目、汐見台、鬼女新田、大沢、大沢1丁目、大江[3]

## 周辺
- 牧之原市立相良中学校 - 隣接、進学先中学校[4]
- 静岡県立相良高等学校 - 隣接
- 牧之原市役所相良庁舎
- 相良城跡